# 弾道表

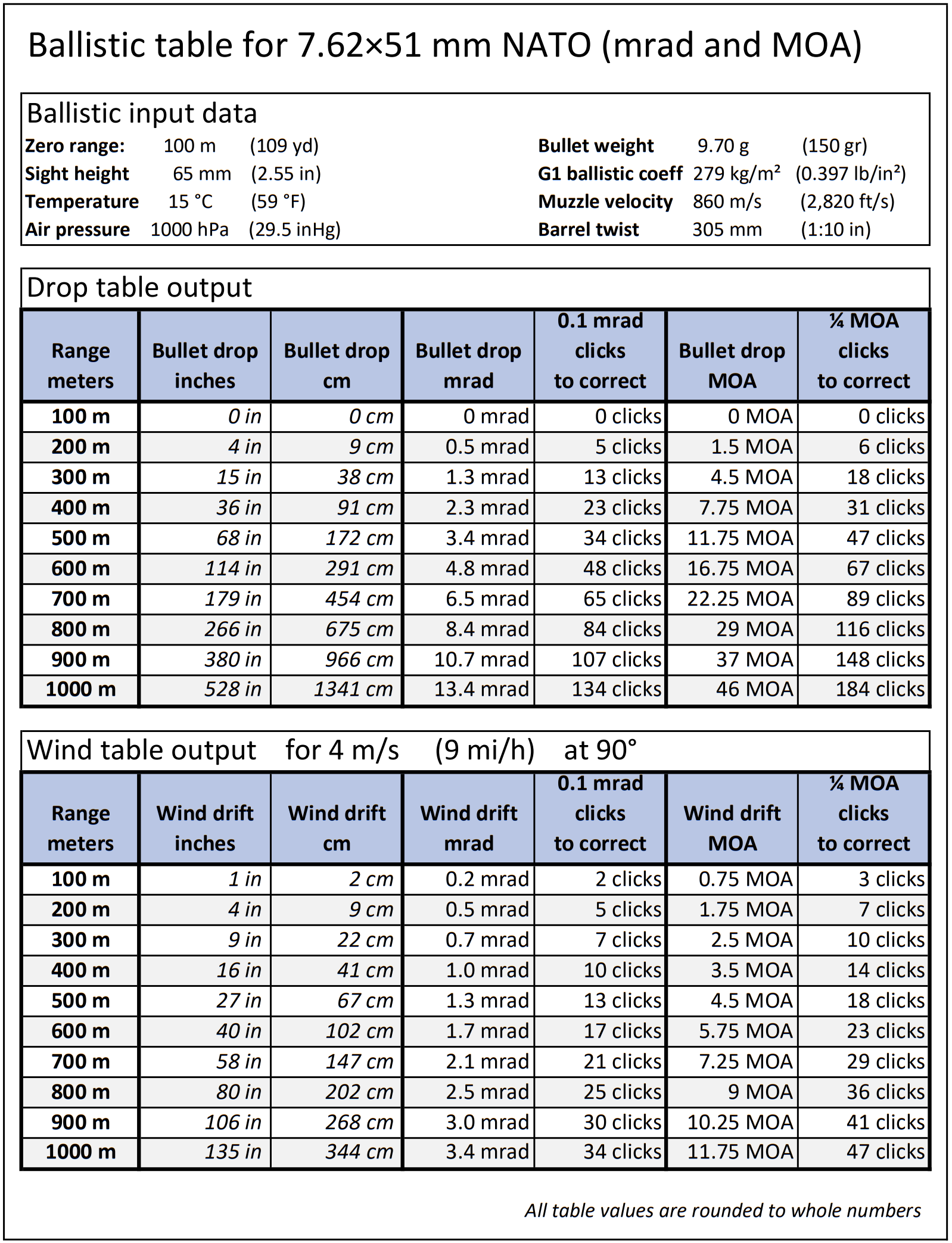
7.62x51mm NATO弾の弾道表の例。弾丸の落下量(Bullet drop)と偏流(Wind drift)がミリラジアン(mil)と分(moa)の両方で表示されている。

弾道表（だんどうひょう、英語: ballistic table, ballistic chart）とは、砲弾や銃弾の弾道を予測し、物理的な影響を補正して投射物が意図した目標に到達する確率を高めるために使用される表である。
弾道表は、狩猟、スポーツ射撃、軍事、科学的用途で使用されている。弾道表の補正は、ゼロ距離を基準にして与えられる。弾道表は多くの場合、ミリラジアン(mil)または分(moa)のいずれかの単位により、角度（仰角）によって与えられる。弾道表は通常、数学的な関数によって構築されたコンピュータプログラムを使用して生成される。
例えば、非常に単純な弾道表は、照準調整値（milまたはmoa）、ゼロ距離、目標までの距離、初速、口径、弾道係数および弾丸重量を指定することで作成することができる。弾道を計算する上で役割を果たす環境効果には、重力、投射物のスピン、風、温度、気圧、湿度などがある。より高度な弾道表では、より正確な弾道の予測が確実にできるようにするために、より多くの要素を考慮に入れている。これは、長距離射撃では重要になる。これらの変数のいくつかは、短い距離では無視しても良い程度の影響しかない。